# Fábrica de cigarrillos Carreras
La fábrica de cigarrillos Carreras (en inglés: Carreras Cigarette Factory) es un edificio de estilo art déco situado en Camden Town, Londres, Reino Unido, célebre por ser uno de los ejemplos más notables de la arquitectura neoegipcia de principios del siglo xx. El edificio fue construido entre 1926 y 1928 por la Carreras Tobacco Company, propiedad del inventor y filántropo ruso-judío Bernhard Baron, en el antiguo jardín comunitario del Mornington Crescent, según el diseño de los arquitectos M. E. Collins, O. H. Collins y A. G. Porri. Tiene 168 metros de longitud y es principalmente de color blanco.
La distintiva ornamentación neoegipcia del edificio incluía originalmente un disco solar del dios Ra, dos gigantescas efigies de gatos negros flanqueando la entrada y coloridos detalles pintados. Cuando en 1961 la fábrica se transformó en oficinas, los detalles egipcios se perdieron, pero fueron restaurados en una renovación a finales de la década de 1990, y delante de la entrada se colocaron réplicas de los gatos. El edificio se encuentra en el extremo norte de Hampstead Road, frente a Harrington Square.

## Historia

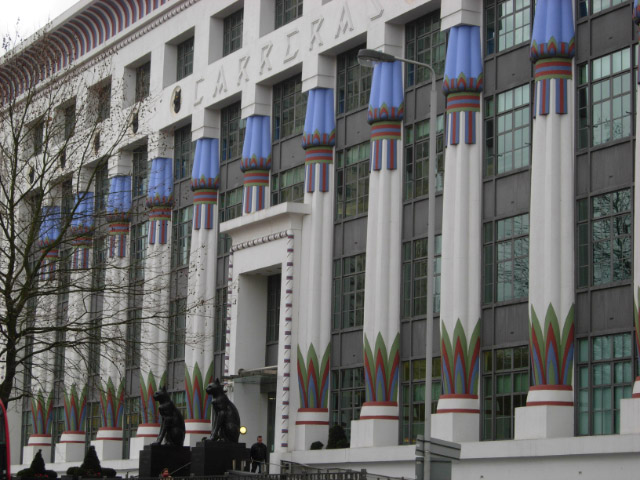
La ornamentada columnata egipcia (restaurada).

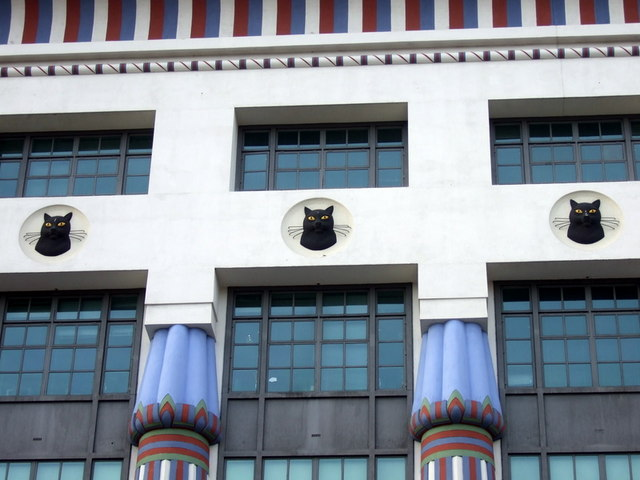
Los motivos de gatos en la fachada.

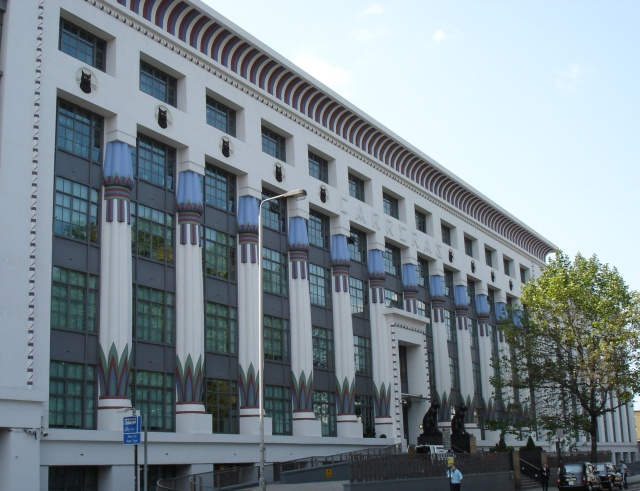
La fachada principal vista desde el sur.

A medida que aumentaba la demanda de cigarrillos, la Carreras Tobacco Company amplió su negocio durante la Primera Guerra Mundial y en la década de 1920, al igual que muchas otras empresas tabacaleras. A Carreras se le había quedado pequeña su fábrica de cigarrillos Arcadia en la City Road de Londres, por lo que cerró estas instalaciones y construyó una nueva fábrica Arcadia entre 1926 y 1928 en el Mornington Crescent de Camden.
Los arquitectos de la fábrica Arcadia de Camden fueron Marcus Evelyn Collins y O. H. Collins, junto con Arthur George Porri (1877–1962), que adaptó el proyecto de Collins. El diseño fue influido profundamente por la moda de la época por los edificios y las artes decorativas de estilo egipcio. El edificio de Carreras fue diseñado cuatro años después de la expedición de 1922 de Howard Carter en la que se descubrió la tumba de Tutankamón, suceso que popularizó los temas egipcios en las mentes de muchos arquitectos art déco de la época. La moda del art déco egipcio también fue fomentada por la Exposición de París de 1925, así como por varias representaciones espectaculares del Antiguo Egipto en películas de Hollywood. Collins, Collins y Porri se inspiraron también en las exposiciones egipcias del Museo Británico. Los comentaristas de arquitectura también han conjeturado que la decoración egipcia pretendía crear una asociación de la entonces «lujosa» imagen de fumar con los tesoros del Antiguo Egipto.
Además, desde la década de 1880 hasta finales de la Primera Guerra Mundial, la industria de cigarrillos egipcia era una fabricante y exportadora de cigarrillos exitosa a nivel mundial. Las tabacaleras no egipcias adoptaron motivos egipcios en su publicidad para aprovecharse de esto, aunque la industria egipcia había empezado a decaer a finales de la década de 1920 debido a que el gusto popular se alejó del tabaco turco que usaba.
El edificio fue inaugurado con gran fanfarria: se celebró una ceremonia delante del edificio para la cual se cubrieron con arena las aceras para replicar los desiertos de Egipto. Hubo una procesión de miembros del elenco de una producción londinense coetánea de la ópera de Verdi Aida, actores con vestidos del Antiguo Egipto actuaron alrededor del edificio y se realizó una carrera de carros de guerra en la Hampstead Road.
Flanqueando la entrada del edificio había dos grandes estatuas de gatos de bronce de 2,6 m de altura, versiones estilizadas del dios egipcio Bastet, que habían sido fundidas en la Haskins Foundry de Londres. La imagen de un gato negro era una marca que Carreras usaba en los paquetes de su gama de cigarrillos Craven A. El edificio, por lo tanto, fue concebido como un «templo» a Bastet, y los dibujos originales de los arquitectos revelan que iba a ser llamado Bast House, pero el nombre fue descartado debido a su similitud con palabras despectivas en inglés.
Los gatos estuvieron en guardia delante de la fábrica hasta 1959, cuando Carreras se fusionó con Rothmans de Pall Mall y se trasladó a una nueva fábrica en Basildon (Essex). Entonces los gatos fueron retirados del edificio y separados: uno se trasladó a Essex y se colocó en la fábrica de Basildon, y el otro se exportó a Jamaica y se colocó junto a la fábrica de Carreras en Spanish Town.
Entre 1960 y 1962, la fábrica Arcadia de Camden se transformó en oficinas. El edificio fue remodelado y despojado de toda su decoración egipcia, que ahora estaba pasada de moda, en un intento de darle un aspecto más simple y moderno. En esta época, fue renombrado Greater London House.
En 1996, el edificio fue comprado por Resolution GLH, que encargó a los arquitectos Finch Forman que restauraran el edificio a su antiguo esplendor. Los restauradores consultaron los diseños originales y pretendieron recrear entre el 80 y el 90 % de los elementos originales art déco, lo que incluía instalar réplicas de las famosas estatuas de gatos. La restauración ganó un Civic Trust Award.

## Arquitectura
La fábrica de cigarrillos Carreras fue revestida en cemento blanco, coloreado para que pareciera arena. La fachada principal del edificio estaba dotada con una columnata con doce grandes columnas papiriformes, pintadas en colores brillantes y con decoraciones de vidrio veneciano. Se cree que las columnas están inspiradas en las columnas de las tumbas de Amarna. A la entrada principal se accedía mediante una escalera, cuyos pasamanos estaban diseñados con forma de serpientes y montados en la pared con manos humanas de bronce. La propia entrada fue diseñada en el estilo de una tienda de campaña, similar a los dinteles con moldura de caveto vistos en la arquitectura del Imperio Antiguo. Sobre la puerta había un Horus tallado de Edfu, un símbolo del disco alado del Sol. Durante la Segunda Guerra Mundial se consideró que este símbolo se parecía demasiado a los símbolos con forma de águila del Tercer Reich y fue cubierto. No fue sustituido en la restauración de la década de 1990. Delante de las estatuas de gatos negros había lámparas con los cuernos de vaca de Hathor. El logo del gato negro se repetía por toda la fachada del edificio, y las rejas ornamentales que lo rodeaban tenían jeroglíficos egipcios. Además, fue la primera fábrica del Reino Unido que usó hormigón pretensado, aire acondicionado y una planta de extracción de polvo.

## El edificio en la actualidad
Actualmente, la Greater London House alberga oficinas de ASOS.com, la British Heart Foundation, Wunderman Thompson, WPP, Revlon y Radley + Co. El edificio aparece en la serie de televisión cómica W1A de la BBC como las oficinas de Fun Media.